# Sixdots

Logo de Sixdots.

Sixdots est un moyen de paiement électronique belge. Il est lancé en décembre 2014 lancé par Belgacom, en partenariat avec les quatre grandes banques belges, BNP Paribas Fortis, KBC, ING et Belfius.

## Historique
En novembre 2013, l'opérateur téléphonique historique national Belgacom et la banque BNP Paribas Fortis créent une coentreprise, Belgian Mobile Wallet S.A., pour développer un porte-feuille électronique. Ils sont rejoints en 2014 par les trois autres grandes belges, KBC, ING et Belfius,,,.
Cette création intervient dans le contexte de fin de vie du système Proton, porte-monnaie électronique directement intégré à la carte bancaire lancé en 1996 et disparu au 31 décembre 2014,,,. Un nouveau système diffusé sous la forme d'une application pour téléphone portable comme mode de payement plutôt qu'une puce sur la carte physique est privilégié. Bancontact collabore au projet, ce qui garantit l'interopérabilité potentielle avec l'ensemble des cartes bancaires[réf. souhaitée].
Le 1er décembre 2014, le produit est lancé. Les banques répondent à l'appel, le système étant disponible pour les clients des quatre principales banques belges (Belfius, BNP Paribas Fortis, KBC, ING) ainsi qu'auprès d'autres banques (bpost, Record Bank (nl) et Fintro), totalisant 80 % du marché belge. En revanche, le nombre de commerçants acceptant officiellement ce moyen de payement est très limité : au 16 février 2015, seuls deux chaînes de magasins, un opérateur de téléphonie mobile et quelques services en ligne l'acceptent. L'application était disponible pour Android et iPhone OS.
Au 13 mars 2017, le site web www.sixdots.be redirige vers le consortium Belgian Mobile ID et l'application n'est plus disponible sur Google Play (Android).

## Fonctionnement

### Système informatique
Dans un premier temps, le système devait intégrer la technologie Masterpass de MasterCard. Le produit est lancé sans, l'intégration n'étant pas finalisée[réf. souhaitée].

### Application pour le consommateur
Le consommateur dispose d'une applications sur son téléphone portable, configurée et attachée à une carte bancaire. Le payement est sécurisé par un code secret à six chiffres — d'où le nom de la solution de payement Sixdots — distinct de celui de sa carte bancaire. Les informations sont échangées par code QR.